# Коробченко, Василий Стратонович
Василий Стратонович Коробченко (30 декабря 1903 г., Вилькомир, ныне Укмерге в Литве — 6 января 1990 г., Ленинград) — советский военачальник, участник Великой Отечественной войны. Генерал-полковник артиллерии (1960).

## Биография
Русский.
В марте 1919 года добровольно вступил в Красную армию. Участник Гражданской войны. Воевал в 250-и и в 85-м стрелковых полках на Восточном фронте. Был ранен в 1919 году. 
В 1922 году окончил 112-е Пензенские пулемётные курсы. Затем командовал взводами в 13-м и в 41-м стрелковых полках. В 1923 году вновь направлен учиться, и в 1925 году окончил Киевскую объединённую артиллерийскую школу. После шести лет службы в артиллерийских частях направлен учиться уже в академию в 1931 году.
Окончил Военную артиллерийскую академию им. Ф. Э. Дзержинского (1936). В войсках до Великой Отечественной войны занимал должности командира дивизиона, начальника штаба артиллерийского полка, с 1938 — командира артиллерийского полка и начальника артиллерии дивизии в Киевском особом военном округе. Участник советско-финской войны 1939—1940 годов.
Во время Великой Отечественной войны — начальник артиллерии 2-й танковой дивизии 3-го механизированного корпуса на Северо-Западном фронте. В этой должности участвовал в Прибалтийской стратегической оборонительной операции. После расформирования дивизии с сентября 1941 года — начальник артиллерии 286-й стрелковой дивизии в 54-й армии на Ленинградском фронте. В 1941 году полковник Коробченко был ранен. Особенно отличился в Тихвинской оборонительной операции в ноябре 1941 года, когда артиллерия дивизии нанесла большой урон танкам врага при попытке прорыва её обороны. С 1942 года — командующий артиллерией 55-й армии Ленинградского фронта, с 1943 — командующий командующий артиллерией 67 армии, с 1944 года — начальник артиллерии 69-й армии 1-го Белорусского фронта. Участвовал в Битве за Ленинград, стратегической наступательной операции «Багратион», Висло-Одерской операции, в сражениях на Кюстринском плацдарме и в Берлинской операция.
После Великой Отечественной войны с лета 1945 года служил заместителем начальника Высшей офицерской артиллерийской школы Красной Армии. В 1946 году был начальником артиллерийского лагеря, но в том же году назначен командиром 2-й артиллерийской дивизии. С 1947 года — заместитель командующего зенитной артиллерией Московского района ПВО. С 1950 года — командующий артиллерией Особой механизированной армии (дислоцировалась на территории Румынии). В 1953 году окончил Высшую военную академию имени К. Е. Ворошилова.
С 1953 года занимал должность начальника командного факультета, с 1955 года — заместителя начальника Военной артиллерийской академии имени М. И. Калинина по научной работе, с 1958 по 1969 годы — начальник этой академии. Профессор. Ученый и педагог, автор учебников, учебных пособий и НИР по боевому применению ракетных войск и артиллерии в бою и операции. Участник и руководитель испытаний ракетных и артиллерийских комплексов. С апреля 1969 года в отставке.
Похоронен на Большеохтинском кладбище Санкт-Петербурга.
Родной брат бригадный комиссар Александр Стратонович Коробченко (1899—1937) в 1937 году был арестован, осужден и приговорен к высшей мере наказания за «участие в военном заговоре». В 1956 году реабилитирован.

## Воинские звания
- Генерал-майор артиллерии (25.09.1943)
- Генерал-лейтенант артиллерии (8.08.1955)
- Генерал-полковник артиллерии (7.05.1960)

## Награды
- орден Ленина (21.02.1945)[2]
- пять орденов Красного Знамени (14.01.1942, февраль 1945, 6.04.1945, 20.06.1949, 22.02.1968)
- орден Кутузова 2-й степени (21.02.1944)
- орден Отечественной войны 1-й степени (11.03.1985)
- орден «Знак Почёта» (15.09.1961)
- ряд медалей СССР
- Медаль «25 лет Болгарской народной армии» (1968)
- Медаль «Братство по оружию» в золоте (ГДР)